# Чумаковский (Чертковский район)
Чумако́вский — хутор в Чертковском районе Ростовской области.
Входит в состав Алексеево-Лозовского сельского поселения.

## Население
| 2010 |
| ---- |
| 10   |

## Улицы
На хуторе имеется одна улица — Мира.